# Sistema Hidráulico Histórico de Shushtar

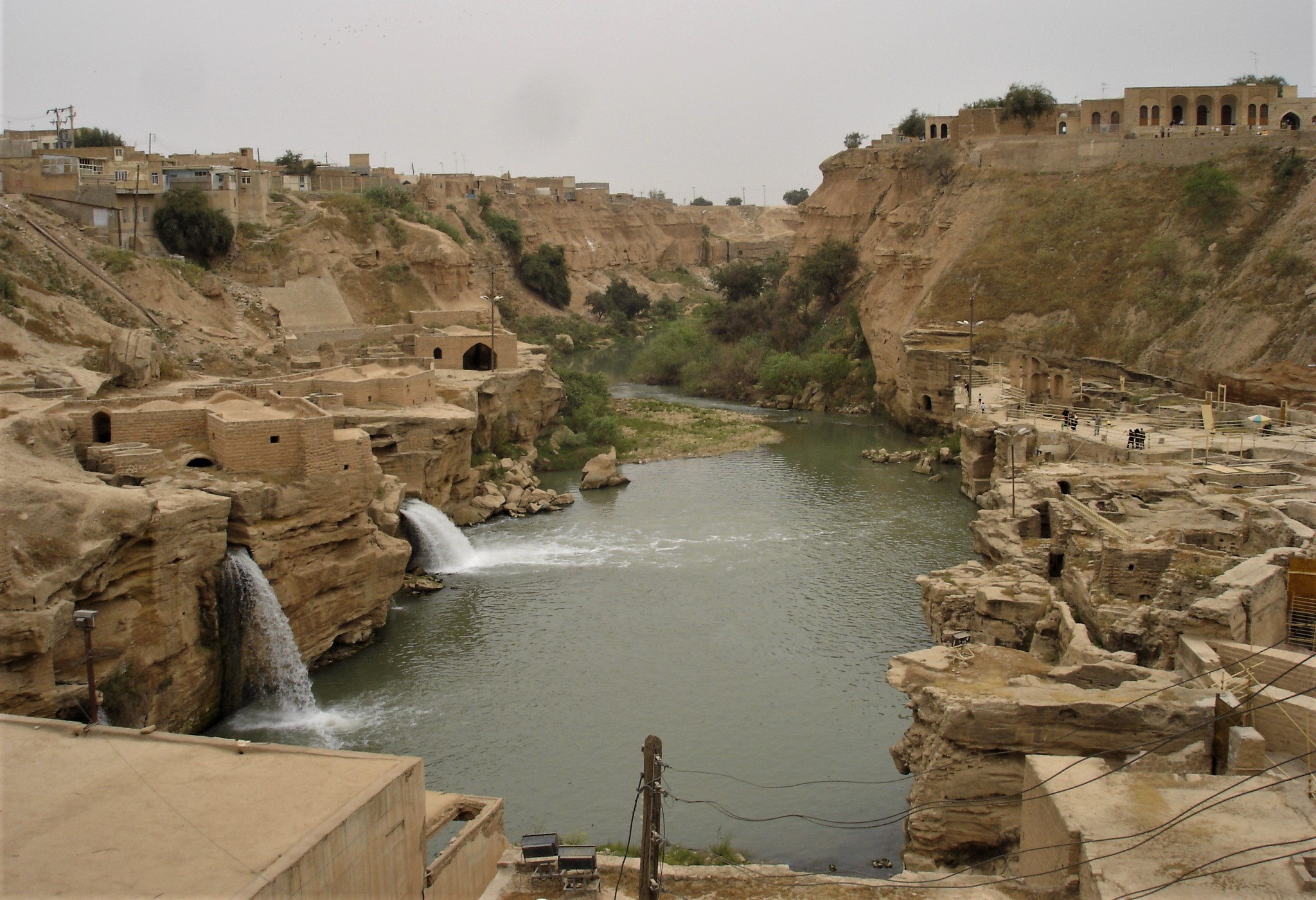
Sistema Hidráulico Histórico de Shushtar

O Sistema Hidráulico Histórico de Shushtar é um conjunto de estrutura do século V a.C., usado para abastecer de água a essa cidade.
Desde 2009 é considerado Patrimônio da Humanidade pela UNESCO.

## Descrição
Sua construção se remonta ao século V a.C. por ordem de Dario, o Grande. O desenvolvimento que tem sofrido ao longo dos séculos nos permite observar as técnicas utilizadas pelos elamitas, os povos da Mesopotâmia e os nabateus.
O sistema se compõe de dois canais que extraem água do rio Karun. Uno dos dois, o Canal de Garga, todavia se utiliza para levar água para a cidade. Seu conduto subterrâneo leva água aos moinhos da zona.
O canal lega a cidade desde o sul, criando uma grande área plantada com orquídeas. Esta planta se chama Mianâb (paraíso).
A área protegida segundo a UNESCO inclui o castelo Salâsel, uma torre para medir a altura de água, moinhos, pontes e represas.